# Dick Lundy (beisebolista)
Richard Benjamin Lundy (Jacksonville, Flórida, 10 de julho de 1898  - Jacksonville, Florida, 5 de janeiro de 1965) foi um jogador de beisebol.
Em 1921, sua média foi declaradamente bateada: 484. Lundy tornou o jogador-gerente da Bacharach Giants de 1925 através de 1928, levando a equipe a dois galhardetes coloridos da Liga Oriental (1926, 27). No Negro League World Series de 1926, havia seis RBIs e Lundy, executa e marca quatro, seis e roubados bases. O Giants, porém, perdeu a série.
Lundy fez uma aparição no East-West All-Star Game, jogando shortstop para o Oriente. Até este ponto, ele tornou-se parte do que foi chamado de "milhões de dólares terreno arável", juntamente com Oliver Marcelle, Frank Warfield, e Jud Wilson, jogando para o Baltimore Black Sox em 1929.
Lundy permaneceu no beisebol cerca de 33 anos, terminando a sua carreira como dirigente de beisebol. Ele morreu com 66 anos de idade em Jacksonville. Sua carreira foi muitas vezes comparada com a de Joe Cronin.
Ele estava entre os 39 jogadores Negro Leagues, gerentes e executivos que foram considerados para o Baseball Hall of Fame, em 2006, mas ficou aquém dos necessários 75% para votação.